# Tokyo (gioco)
Il Tokyo (anche chiamato "Bluff a 21") è un semplice gioco di dadi basato sul bluffare e sullo scoprire il bluff degli altri giocatori. In origine il gioco era denominato Tokio, sebbene questa non sia la grafia corretta della città giapponese.

## Giocatori ed equipaggiamento
Il Tokyo è giocato da un minimo di due ad un massimo non definito di giocatori. Per giocare sono necessari due dadi a sei facce ed un bicchiere non trasparente con un piattino.

## Gioco
All'inizio del gioco ciascun giocatore dispone di 10 "vite": terminandole, si esce dal gioco. Lo scopo di ciascun giocatore è perdere il minor numero possibile di vite e restare l'ultimo giocatore in gioco.
Il primo giocatore che inizia una mano lancia i dadi, scuotendo il bicchiere rovesciato sul piattino con dentro i dadi, e verifica i numeri usciti nascondendoli sotto il bicchiere in modo che gli altri giocatori non possano vederli.
Visti i dadi, il giocatore che ha tirato ha due scelte:
- dire la verità annunciando il reale numero uscito;
- mentire annunciando un numero  diverso da quello uscito;

A questo punto il giocatore che ha tirato i dadi passa il piattino con i dadi ancora nascosti dal bicchiere capovolto al giocatore successivo in senso orario. Questi ha quindi due possibilità:
- credere al giocatore che lo precede e tirare nuovamente i dadi. In questo modo il giocatore continua la mano e deve sottostare all'obbligo di annunciare in ogni caso un numero più elevato di quello precedente;
- non credere al giocatore e scoprire i dadi, se il numero dichiarato è corretto il giocatore che ha scoperto i dadi perde una vita, se il numero è diverso da quello dichiarato a perdere la vita è il giocatore che ha bluffato

Ogni giocatore è obbligato ad annunciare sempre un valore superiore a quello annunciato dal giocatore precedente, salvo che abbia iniziato una nuova mano.
Se il giocatore che ha tirato i dadi annuncia "Tokyo" (ossia che è in possesso del numero 21), il giocatore successivo avrà due scelte:
- credere all'annuncio e tirare i dadi dichiarando a sua volta un Tokyo;
- dubitare e scoprire i dadi. In questo caso, se i dadi mostrano un "Tokyo" il giocatore che ha scoperto il bicchiere perde due vite, in caso contrario il giocatore che lo ha passato perde una sola vita.

Quando un giocatore perde tutte le sue vite deve abbandonare il gioco.
Vince la partita l'ultimo giocatore rimasto in gioco.

## Valore del tiro
A differenza di quanto avviene nella gran parte dei giochi di dadi, il valore del tiro non è dato dalla somma dei due dadi ma è calcolato moltiplicando il numero del dado di valore superiore per 10 e sommandovi quello del dado di valore inferiore. Quindi un tiro con 3 ed 1 sarà 31 e un tiro con 5 e 6 sarà 65.
Quindi il tiro di valore minore è il 21 Tokyo (sempre vincente)
Questo è l'ordine completo per valore dei possibili tiri:

31 32

41 42 43

51 52 53 54

61 62 63 64 65

11 22 33 44 55 66

21 (Tokyo)

## Varianti
Esistono diverse varianti delle regole base del gioco. Ad esempio il 31 può essere considerato il secondo miglior punteggio (chiamato "Tokyetto") anziché il peggiore, oppure l'ordine dei valori dei lanci in cui i due dadi hanno lo stesso valore può essere invertito (da 66 ad 11 anziché al contrario).
Nella versione "Doppio Tokyo", dopo che è stato dichiarato un "Tokyo" (21), vengono attivati i Doppio Tokyo (42) e il Triplo Tokyo (63), che normalmente avrebbero un valore inferiore. Questa variante aggiunge suspense al gioco poiché dopo il collo di bottiglia rappresentato dalla dichiarazione di un Tokyo (21), aumentano le probabilità di replicare il valore o di superarlo.
In alcune varianti il valore dei lanci da 31 a 65 può essere dato dalla somma dei due dadi (così ad esempio i valori 62 e 53 diventano entrambi degli 8).
La penalizzazione del giocatore che annunci bluffando un Tokyo può essere raddoppiata, con la perdita di due vite.
In altre varianti ogni giocatore può annunciare anche un valore uguale e non solo superiore a quello annunciato dal giocatore precedente. È possibile rispondere a un Tokyo con un altro Tokyo, bluffando o realizzando sul serio un altro Tokyo consecutivo. Cosa non così rara come si potrebbe pensare, essendo le possibilità di punteggio molto limitate, nella fattispecie esattamente 21. Lo stesso vale per tutti gli altri punteggi. Per esempio a un 42 si può rispondere con un 42.
L'obbligo di annunciare un numero sempre superiore a quello precedente può essere attenuato prevedendo la possibilità di annunciare anche il medesimo valore (ma in questo caso si esclude la possibilità di rilanciare).
Del Tokyo esiste una versione chiamata Beghel, la quale ha più o meno le stesse regole ma che consente, ad esempio, di partire con 9 vite anziché 6, di pareggiare il valore dell'avversario e di perdere due vite (anziché 1) se non si riesce a pareggiare il 21 dell'avversario.